# SS George Washington
El SS George Washington fue un buque trasatlántico construido en 1908 en Bremen, Alemania, para la naviera Norddeutscher Lloyd (NDL). Fue nombrado George Washington, en honor al primer presidente de los Estados Unidos. Este buque también fue conocido como USS George Washington (ID-3018) y USAT George Washington al servicio de la Marina de los Estados Unidos y el ejército de Estados Unidos, respectivamente, durante la Primera Guerra Mundial. En el periodo entreguerras, volvió a su nombre original, SS George Washington. Durante la Segunda Guerra Mundial, el buque fue conocido tanto como George Washington USAT y, brevemente, como USS Catlin (AP-19), durante una breve temporada.

## Imágenes

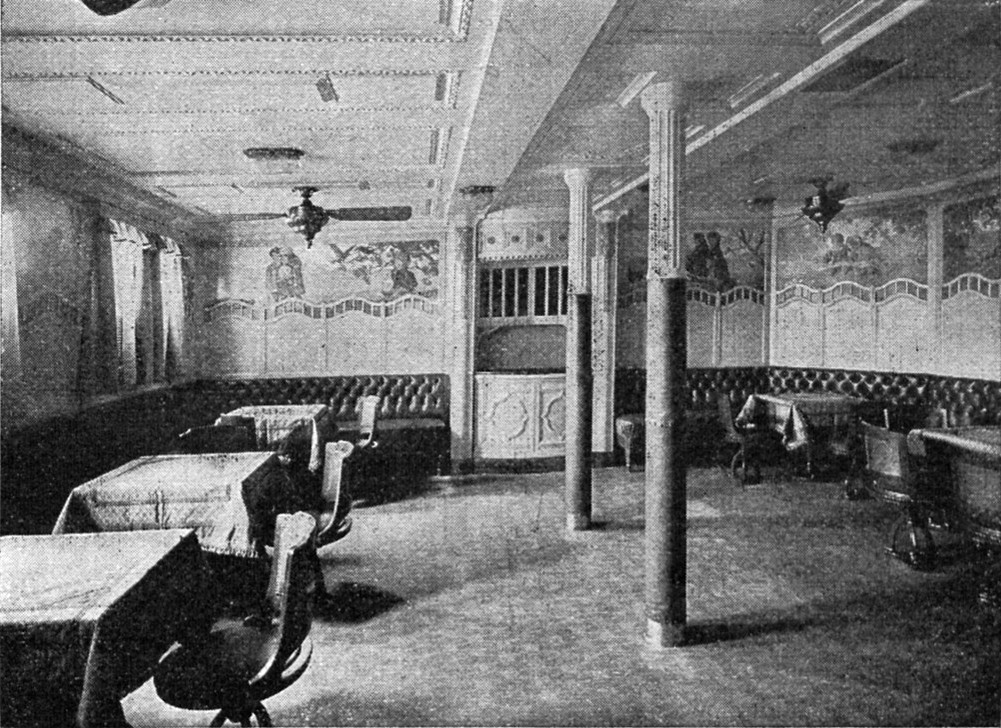
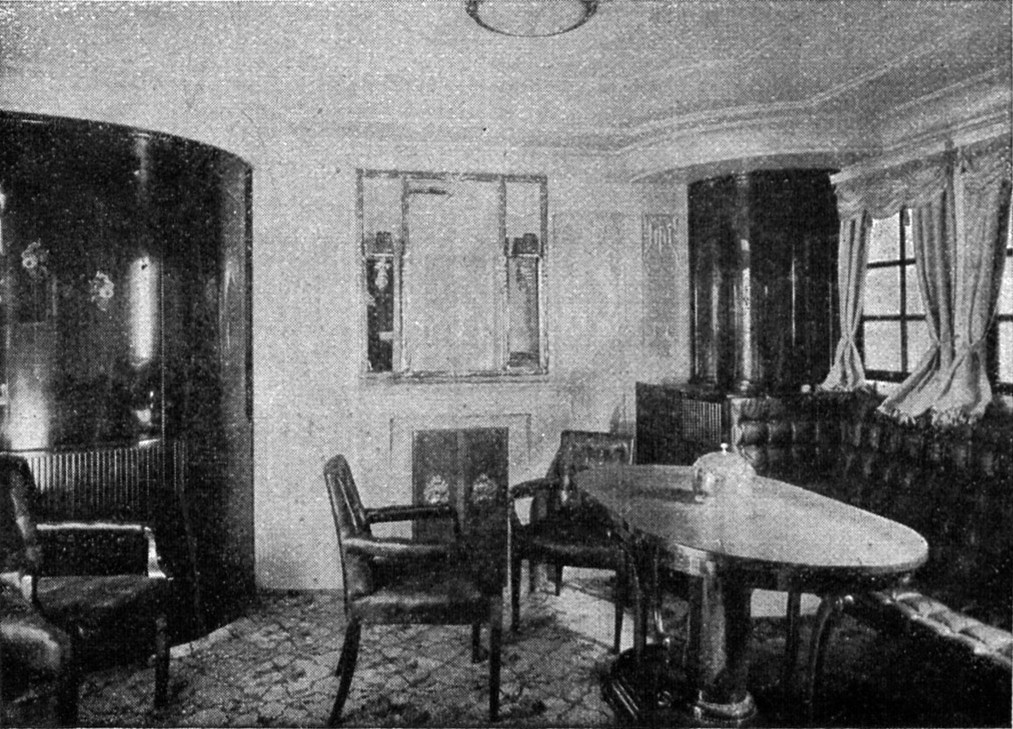
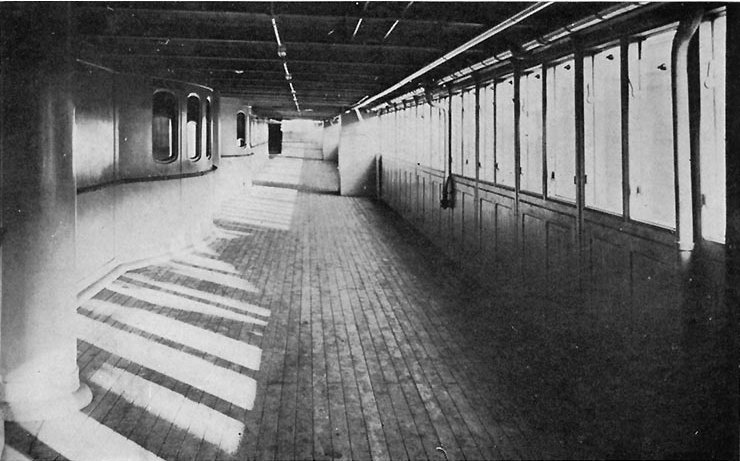

## Historia

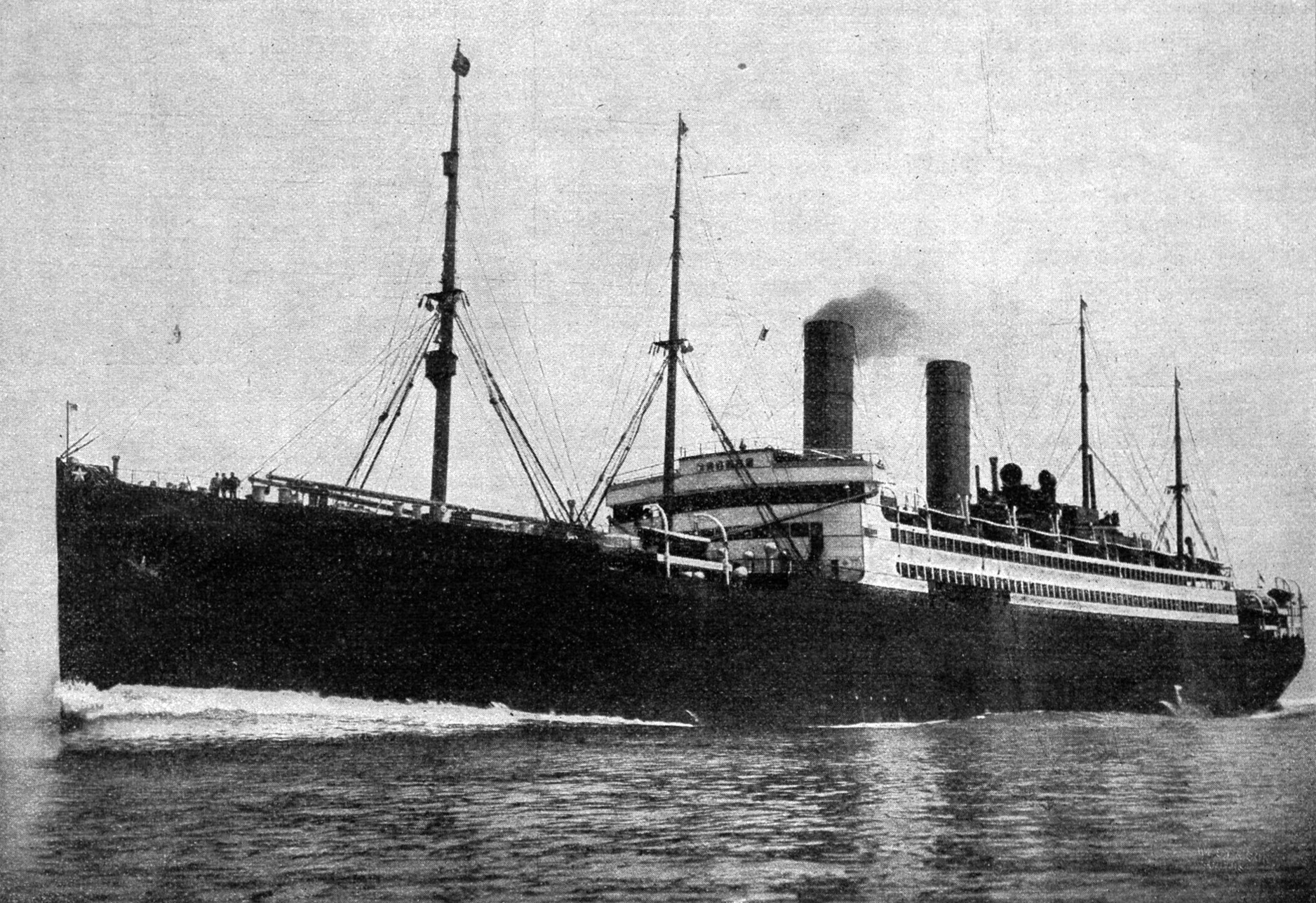
Barco de vapor de lujo George Washington, construido para Norddeutsche Lloyd en 1909.

Al momento de ser botado en 1908, el SS George Washington era el barco de vapor más grande de fabricación alemana, y el tercer barco más grande del mundo. Fue construido para acentuar la comodidad sobre la velocidad, y decorado suntuosamente en la zona de pasajeros de primera clase. La nave podía llevar a un total de 2900 pasajeros, e hizo su viaje inaugural en enero de 1909 a la ciudad de Nueva York. En junio de 1911, el SS George Washington fue el barco más grande que participó en el pase de revista de coronación, del recién ascendido rey británico Jorge V.
Con el estallido de la Primera Guerra Mundial, el George Washington fue internado en Estados Unidos, que entonces país neutral, en abril de 1917; al incorporarse Estados Unidos formalmente al conflicto armado, el barco fue requisado por el gobierno y fue asignado a la Marina de los Estados Unidos con el nombre de USS George Washington (ID-3018), y fue destinado al transporte de tropas, realizando su primer viaje con soldados estadounidenses en diciembre de 1917.
En total, el barco trasladó 48 000 pasajeros a Francia y regresó con 34 000 a los Estados Unidos después de finalizar la guerra. Asimismo, fue usado para trasladar en dos ocasiones al presidente Woodrow Wilson a Francia a la Conferencia de Paz de París. El SS George Washington fue dado de baja de dicho servicio en 1920 y entregado a la United States Shipping Board (USSB), que lo reacondicionó, siendo nuevamente usado en el servicio de pasajeros transatlántico tanto por United States Mail Steamship Company (un viaje), como por la United States Lines durante diez años, antes de ser trasladado al río Patuxent en Maryland en 1931.
Durante la Segunda Guerra Mundial, el buque fue nuevamente puesto en servicio por la Marina de los Estados Unidos como USS Catlin (AP-19). Durante seis meses fue operado por los británicos en virtud de los acuerdos de Préstamo y Arriendo, pero sus viejos motores de combustión de carbón eran demasiado lentos para un efectivo uso en combate. Después de la conversión de calderas alimentadas, el barco fue fletado para el Ejército de los EE. UU. como USAT George Washington y dio la vuelta al mundo en 1943. El barco zarpó en servicio regular en el Reino Unido y el Mediterráneo desde 1944 a 1947. Fue anclado en Baltimore después de terminar su servicio militar. Un incendio en enero de 1951 dañó severamente la nave, y fue vendida para ser desguazada el mes siguiente.